# Paul Mercier (anthropologue)
Pour les articles homonymes, voir Paul Mercier et Mercier.
Paul Mercier, né le 3 janvier 1922 à Paris et mort le 10 décembre 1976, est un anthropologue africaniste français.

## Biographie
Il est élève de l'École nationale de la France d'outre-mer (1942-1944), puis nommé administrateur au Cameroun, en pays peul (Adamawa). Il obtient un diplôme de l'institut d'ethnologie, puis soutient une thèse doctorale en 1968.
Il est nommé maître de recherche à l'ORSTOM (1955), à l'IFAN, puis maître de conférences à l'université René Descartes (1970). Il obtient une charge de cours à École nationale des langues orientales vivantes en 1958. Ses travaux portèrent sur le Sénégal, le Dahomey, la Mauritanie, la Guinée.
Il est élu président de la Société des Africanistes en 1970, et se suicide en 1976.
Il est notamment l'auteur d'une Histoire de l'anthropologie (1966), plusieurs fois rééditée.